# 신주아
신주아(申珠雅, 1984년 3월 20일 ~ )는 대한민국의 배우이다. 2014년 7월 12일에 중국계 태국인 기업가 사라웃 라차나쿤과 결혼했다.

## 학력
- 건국대학교 영화예술학과

## 연기 활동

### 드라마
- 2004년 SBS 주말극장 《작은 아씨들》 ... 오윤정 역
- 2005년 SBS 주말특별기획 《백만장자와 결혼하기》 ... 남혜진 역
- 2005년 SBS 금요드라마 《사랑한다 웬수야》 ... 강지수 역
- 2005년 KBS2 일일시트콤 《사랑도 리필이 되나요?》 ... 오세리 역
- 2006년 MBC 일일연속극 《얼마나 좋길래》 ... 서재희 역
- 2007년 SBS 주말 특별기획 《불량 커플》 ... 이소영 역
- 2009년 MBC 수목드라마 《히어로》 ... 최호경 역
- 2010년 SBS Plus 토요드라마 《키스 앤 더 시티》 ... 신주아 역
- 2012년 SBS 아침연속극 《내 인생의 단비》 ... 한원미 역
- 2013년 MBC 일일연속극 《오로라 공주》 ... 박주리 역
- 2017년 JTBC 금토드라마 《맨투맨》 ... 피은수 역
- 2017년 SBS 주말 특별기획 《브라보 마이 라이프》 ... 강하영 역
- 2021년 TV CHOSUN 주말드라마 《결혼작사 이혼작곡》 ... 수정 역 (특별 출연)
- 2022년 tvN 수목드라마 《킬힐》 ... 고은나라 역

### 영화
- 2005년 《몽정기 2》 ... 백세미 역
- 2006년 《여교수의 은밀한 매력》 ... 명희 역
- 2014년 《녀녀녀》 ... 연재 역

### TV 방송
- 2007년 MBC 《행복주식회사》
- 2011년 ~ 2012년 채널A 《해피앤드 101가지 부부이야기》
- 2017년, 2023년 TV조선 《사랑은 아무나 하나》
- 2022년, MBC 《라디오스타》
- 2023년, SBS 《신발 벗고 돌싱포맨》